# Emulgator
Emulgatorer kaldes også for tensider. Det er stoffer, der letter dannelsen af emulsioner og stabiliserer dem. Emulgatorer består af molekyler med en vandelskende (hydrofil) og en fedtelskende (lipofil) del. Den lipofile del vendes mod fedtstoffer (f.eks. fedtdråberne i sødmælk), mens den vandelskende del er i kontakt med det omgivende vand. En fedtdråbe kan på den måde stabiliseres i vand ved at blive overtrukket med en tynd emulgatorhinde.
Emulgatorer bliver brugt som hjælpestoffer, sådan at to ikke blandbare stoffer (f.eks. olie i vand) kan omdannes til en emulsion. Desuden kan de bruges til at stabilisere kemiske suspensioner. Blandt de kunstigt fremstillede emulgatorer kan man nævne sæbe, og blandt de naturlige er lecitin (som findes i æggeblommer) et af de mest kendte, men også mange proteiner virker som emulgatorer, f.eks. mælkeproteinet kasein.
Emulgatorerne har forskellig kemisk struktur, og de kan adskilles i ikke-ioniske (dvs. pH-uafhængige) og ioniske emulgatorer. De ioniske kan igen deles i anioniske og kationiske stoffer.
Emulgatorer bruges ofte under navnet tensider som hjælpestoffer i farmaci, levnedsmiddelproduktion, olieindustri, rengøring (rengøringsmidler virker først og fremmest, fordi de er emulgatorer), i kosmetik og alle vegne, hvor det drejer sig om at bringe olie eller fedtstoffer på en vandopløselig form.

## Emulgatorer der bruges i levnedsmidler
- Ammoniumfosfatider (E 442)
- Ascorbylpalmitat (E 304)
- Calciumstearoyl-2-lactylat (E 482)
- Difosfate (E 450)
- Fedtsyrer (E 570)
- Lecitin (E 322)
- Mono- og Diglycerider af konsumfedtsyrer (E 471)
- Natriumstearoyl-2-lactylat (E 481)
- Fosforsyre (E 338)
  - Natriumfosfat (E 339)
  - Kaliumfosfat (E 340)
  - Calciumfosfat (E 341)
- Polyglycerin-Polyricinoleat (E 476)
- Polyoxyethylen (40) stearat (E 431)
- Polyfosfater (E 452)
- Polysorbat 20 (E 432)
- Polysorbat 40 (E 434)
- Polysorbat 60 (E 435)
- Polysorbat 65 (E 436)
- Polysorbat 80 (E 433)
- Propylenglycolalginat (E 405)
- Hydroxypropylmethylcellulose (E 464)
- Sorbitanmonolaurat (E 493)
- Sorbitanmonooleat (E 494)
- Sorbitanmonopalmitat (E 495)
- Sorbitanmonostearat (E 491)
- Sorbitantristearat (E 492)
- Forbindelser af konsumfedtsyrer
  - Natriumsalte af konsumfedtsyrer (E 470a)
  - Magnesiumforbindelse af konsumfedtsyrer (E 470b)
  - Varmeoxideret sojaolie med mono- og diglycerider af konsumfedtsyrer (E 479)
- Konsumfedtsyreestere
  - Eddikesyreester af mono- og diglycerider af konsumfedtsyrer (E 472a)
  - Mælkesyreester af mono- og diglycerider af konsumfedtsyrer (E 472b)
  - Citronsyreester af mono- og diglycerider af konsumfedtsyrer (E 472c)
  - Vinsyreester af mono- og diglycerider af konsumfedtsyrer (E 472d)
  - Mono- og diacetylvinsyreester af mono- og diglycerider af konsumfedtsyrer (E 472e)
  - Blandet eddike- og vinsyreester af mono- og diglycerider af konsumfedtsyrer (E 472f)
  - Sukkerester af konsumfedtsyrer (E 473)
  - Polyglycerinester af konsumfedtsyrer (E 475)
  - Propylenglycolester af konsumfedtsyrer (E 477)
- Stearyltartrat (E 483)
- Trifosfater (E 451)
- Sukkerglycerider (E 474)